# كونفوشية إيدو الجديدة
الكونفوشية الجديدة في فترة إيدو، والمعروفة باليابانية باسم شوشي-غاكو (朱子學 ،shushigaku)، تشير إلى مدارس الفلسفة الكونفوشية الجديدة التي تطورت في اليابان خلال فترة إيدو. وصلت الكونفوشيوسية الجديدة إلى اليابان خلال فترة كاماكورا. يمكن وصف هذه الفلسفة بأنها إنسانية وعقلانية، مع الاعتقاد بإمكانية فهم الكون من خلال العقل البشري، وأن بناء علاقة متناغمة بين الكون والفرد مسؤولية الإنسان. تبنت شوغونية توكوغاوا في القرن السابع عشر الكونفوشيوسية الجديدة كمبدأ للسيطرة على الناس، وترسخت الفلسفة الكونفوشيوسية. كان للكونفوشيوسيون الجدد، مثل هاياشي رازان وأراي هاكوسيكي، دور فعال في صياغة الفلسفة السياسية السائدة في اليابان في العصر الحديث المبكر.